# 1924年パリオリンピックのオーストリア選手団
1924年パリオリンピックのオーストリア選手団（1924ねんパリオリンピックのオーストリアせんしゅだん）は、1924年5月4日から7月27日にかけてフランスの首都パリで開催された1924年パリオリンピックのオーストリア選手団、およびその競技結果。

## メダル
| メダル | 選手名            | 競技                 | 種目        |
| ------ | ----------------- | -------------------- | ----------- |
| 銀     | Andreas Stadler   | ウエイトリフティング | 男子60kg    |
| 銀     | Anton Zwerina     | ウエイトリフティング | 男子67.5kg  |
| 銀     | Franz Aigner      | ウエイトリフティング | 男子+82.5kg |
| 銅     | Leopold Friedrich | ウエイトリフティング | 男子82.5kg  |